# Auranticarpa
Auranticarpa är ett släkte av tvåhjärtbladiga växter. Auranticarpa ingår i familjen Pittosporaceae.
Kladogram enligt Catalogue of Life:
| Auranticarpa | \| \| Auranticarpa edentata \| \| \| \| \| \| Auranticarpa ilicifolia \| \| \| \| \| \| Auranticarpa melanosperma \| \| \| \| \| \| Auranticarpa papyracea \| \| \| \| \| \| Auranticarpa resinosa \| \| \| \| \| \| Auranticarpa rhombifolia \| \| \| \| |
|              | \| \| Auranticarpa edentata \| \| \| \| \| \| Auranticarpa ilicifolia \| \| \| \| \| \| Auranticarpa melanosperma \| \| \| \| \| \| Auranticarpa papyracea \| \| \| \| \| \| Auranticarpa resinosa \| \| \| \| \| \| Auranticarpa rhombifolia \| \| \| \| |
|              | Bentleya |
|              | |
|              | Billardiera |
|              | |
|              | Bursaria |
|              | |
|              | Cheiranthera |
|              | |
|              | Hymenosporum |
|              | |
|              | Marianthus |
|              | |
|              | Pittosporum |
|              | |
|              | Pronaya |
|              | |
|              | Rhytidosporum |
|              | |
|              | Xerosollya |
|              | |
|              | Auranticarpa edentata |
|              | |
|              | Auranticarpa ilicifolia |
|              | |
|              | Auranticarpa melanosperma |
|              | |
|              | Auranticarpa papyracea |
|              | |
|              | Auranticarpa resinosa |
|              | |
|              | Auranticarpa rhombifolia |
|              | |

|  | Auranticarpa edentata     |
|  |                           |
|  | Auranticarpa ilicifolia   |
|  |                           |
|  | Auranticarpa melanosperma |
|  |                           |
|  | Auranticarpa papyracea    |
|  |                           |
|  | Auranticarpa resinosa     |
|  |                           |
|  | Auranticarpa rhombifolia  |
|  |                           |

## Bildgalleri

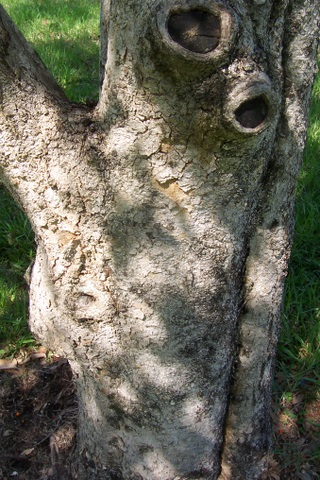